# 770
| Calendário gregoriano                                                        | 770 DCCLXX                                            |
| Ab urbe condita                                                              | 1523                                                  |
| Calendário arménio                                                           | 219 – 220                                             |
| Calendário bahá'í                                                            | -1074 – -1073                                         |
| Calendário budista                                                           | 1314                                                  |
| Calendário chinês                                                            | 3466 – 3467 Início a 1 de fevereiro (aproximadamente) |
| Calendário copta                                                             | 486 – 487                                             |
| Calendário etíope                                                            | 762 – 763                                             |
| Calendários hindus - Vikram Samvat - Calendário nacional indiano - Cáli Iuga | 825 – 826 691 – 692 3870 – 3871                       |
| Calendário Holoceno                                                          | 10770                                                 |
| Calendário islâmico                                                          | 153 – 154                                             |
| Calendário judaico                                                           | 4530 – 4531                                           |
| Calendário persa                                                             | 148 – 149                                             |
| Calendário rúnico                                                            | 1020                                                  |
| Calendário solar tailandês                                                   | 1313                                                  |

770 (DCCLXX, na numeração romana) foi um ano comum do século VIII do  Calendário Juliano, da Era de Cristo, e a sua letra dominical foi G, totalizando 52 semanas, com início a uma segunda-feira e terminou também a uma segunda-feira.
| Ano completo                         |
| ------------------------------------ |
| Ano comum com início à segunda-feira |

## Nascimentos
- Rei Egbert de Wessex - considerado pelos ingleses, como o primeiro rei da Inglaterra (m. 839).

## Mortes
- Abe, imperatriz do Japão, que reinou por duas vezes, adotando os nomes de Koken e Shotoku, e foi respectivamente o 46º e 48º imperador do Japão.